# Нуді Кон
Нута Котляренко, професійно знаний як Нуді Кон (англ. Nudie Cohn; 15 грудня 1902, Київ, Російська імперія — 9 травня 1984) — українсько-американський кравець, який розробляв декоративні костюми, вкриті страсами, й інші складні вбрання для популярних знаменитостей його доби. Він також прославився своїми епатажними індивідуальними оздобленнями автомобілів.

## Ранні роки
Народився в Києві 15 грудня 1902 року в родині українських євреїв. Щоб уникнути погромів царської Росії, батьки відправили його в 11 років разом з братом Юлієм до США. Якийсь час Кон мандрував країною, працюючи чистильником взуття, а потім боксером. Пізніше заявив про зв'язки з гангстером Чарлзом Флойдом. Живучи в пансіоні в Манкейто, Міннесота, він познайомився з Гелен «Боббі» Крюгер й одружився з нею 1934 року. У розпал Великої депресії молодята переїхали до Нью-Йорка і відкрили свій перший магазин «Nudie's for the Ladies», який спеціалізувався на виготовленні на замовлення спідньої білизни для танцівниць.

## Швейний бізнес

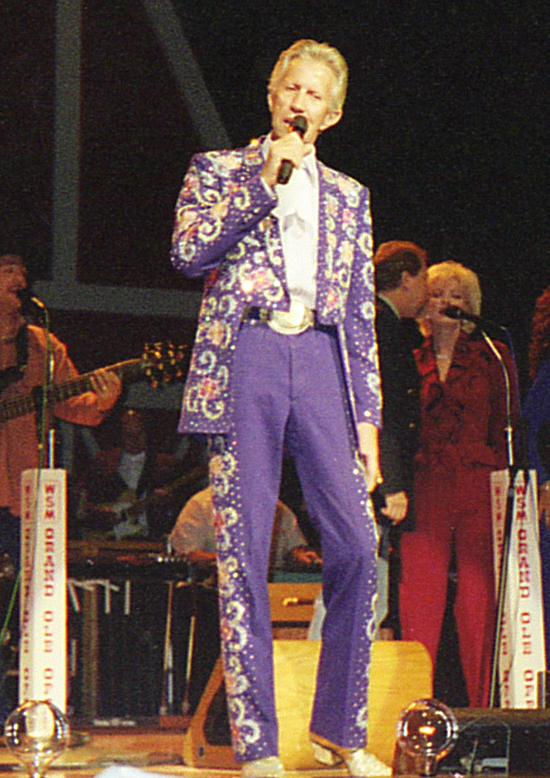
Портер Вагонер виступає на Гранд ол опрі в костюмі Нуді, 1999 рік

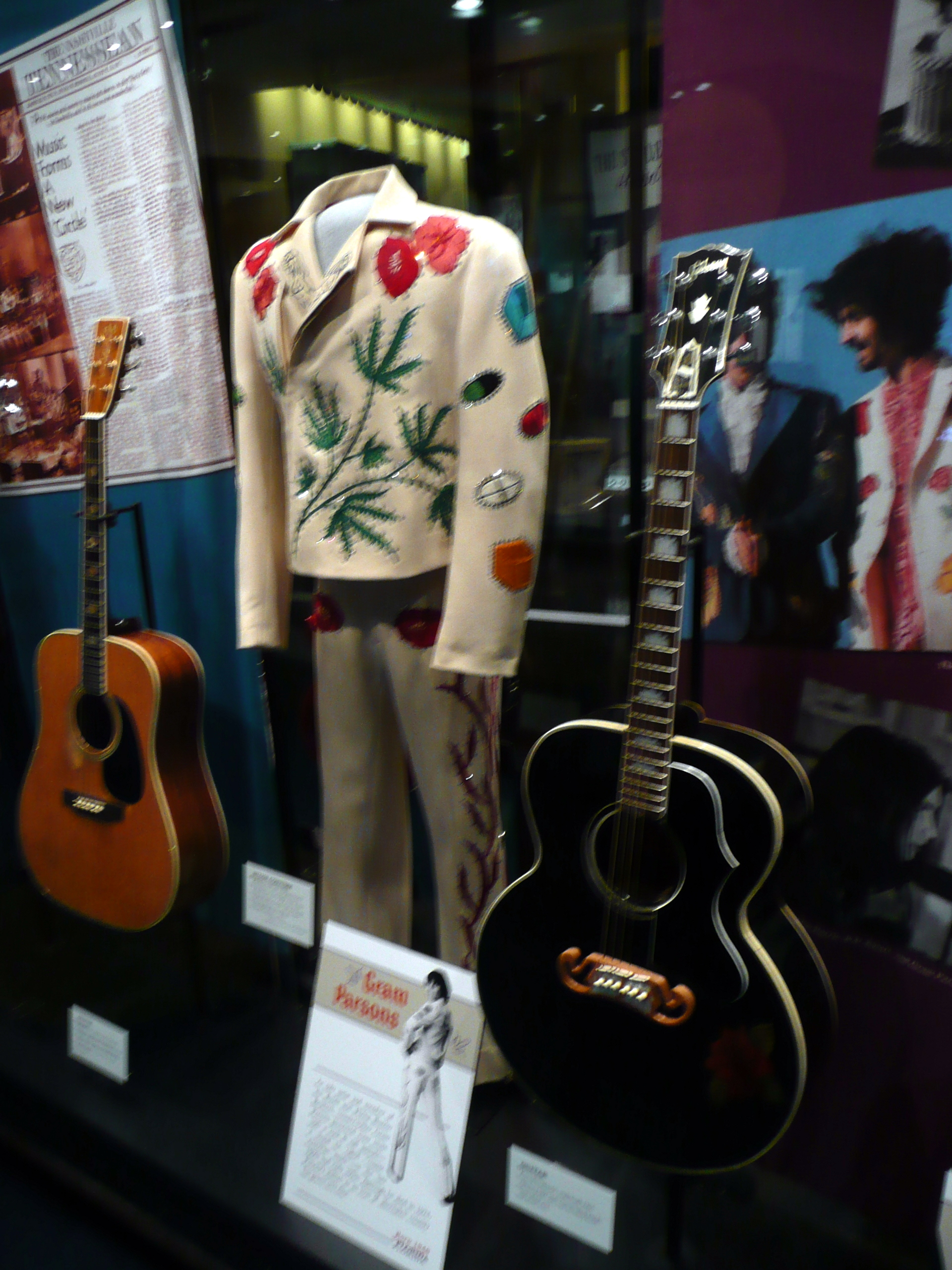
Костюм Нуді Грема Парсонса, виставлений у Залі слави кантрі-музики

Кон і Крюгер переїхали до Каліфорнії на початку 1940-х років і почали проєктувати та виготовляти одяг у своєму гаражі. У 1947 році Кон переконав молодого кантрі-співака Текса Вільямса купити йому швейну машинку на вторговані гроші з продажу коня на аукціоні. Натомість Кон буде шити одяг для Вільямса. Згодом одяг завоював прихильників і Кони відкрили крамницю «Nudie's of Hollywood» в Північному Голлівуді, займаючись виключно західним одягом, стилем, який був дуже модним у той час.
Дизайни Кона вивели і без того яскравий західний стиль на новий рівень показухи завдяки вільному використанню страс і тематичних зображень у вишивці ланцюговим швом. Одним із його ранніх дизайнів 1962 року для співака Портера Вагонера був костюм персикового кольору зі страсами, на спині якого був малюнок критого воза та колесами на штанах. Він запропонував Вагонеру костюм безплатно, розраховуючи, що популярний виконавець стане рекламою для його лінії одягу. Його сподівання виправдалася, і бізнес швидко розвивався. 1963 року Кони перемістили свій бізнес у більшу будівлю у Північному Голлівуді та перейменували на «Nudie's Rodeo Tailors».
Багато з костюмів авторства Кона стали фірмовими образами для власників. Серед його найвідоміших творінь був золотий костюм з ламе Елвіса Преслі вартістю 10 000 доларів, який співак одягнув на обкладинку свого альбому «50 000 000 Elvis Fans Can't Be Wrong». Кон створив білий ковбойський костюм Генка Вільямса з музичними нотами на рукавах і костюм Грема Парсонса для обкладинки альбому «The Gilded Palace of Sin» 1969 року гурту «Flying Burrito Brothers», на якому зображені таблетки, маки, листя марихуани, оголені жінки та величезний хрест. Він розробив культовий костюм Роберта Редфорда у фільмі 1979 року «Електричний вершник», який був виставлений у Національному музеї ковбоїв і західної спадщини в Оклахома-Сіті.
Багато костюмів для фільмів, які носили Рой Роджерс і Дейл Еванс, були створені Коном. Серед його клієнтів були Джон Леннон, Джон Вейн, Джин Отрі, Джордж Джонс, Шер, Рональд Рейган, Елтон Джон, Роберт Мітчем, Пет Баттрам, Тоні Кертіс, Майкл Лендон, Глен Кемпбелл, Майкл Несміт, Генк Сноу, Генк Томпсон і численні музичні гурти, як-от «America» та «Chicago». Учасники гурту «ZZ Top» Біллі Гіббонс і Дасті Гілл носили костюми Нуді на обкладинці свого альбому «Fandango!» 1975 року.
2006 року Портер Вагонер зазначив, що зберігає 52 костюми Нуді, вартістю від 11 000 до 18 000 доларів кожен, з моменту отримання свого першого безплатного вбрання 1962 року. Бельгійський артист Боббеян Схупен був клієнтом й особистим другом; його колекція з 35 повних сценічних костюмів є найбільшою в Європі.
Кон вигулькував містом у власних епатажних костюмах і ковбойських капелюхах, усипаних страсами. Його торговою маркою були різні чоботи, які він носив, за його словами, щоб згадати свій скромний початок у 1930-х роках, коли він не міг дозволити собі відповідну пару взуття. Він безсоромно рекламував себе та свою продукцію протягом усієї своєї кар'єри. За словами його онуки Джеймі Лі Нуді (яка змінила своє прізвище на ім'я свого дідуся), він часто платив за товари доларовими банкнотами, на яких було зображене його обличчя, яке закривало обличчя Джорджа Вашингтона. «Коли тобі набридне дивитися на мене, — казав він, — просто зірви [наклейку] і витрать її».

## Автомобілі
Кон був також знаний своїми яскраво прикрашеними автомобілями. Між 1950 і 1975 роками він оздобив 18 автомобілів, в основному білих кабріолетів Pontiac Bonneville, зокрема срібними доларами, пістолетними дверними ручками та перемиканням передач, подовженими задніми бамперами та величезними орнаментами капота у вигляді рульового клаксона. Їх прозвали «Nudie Mobiles», а дев'ять уцілілих автомобілів стали цінними колекційними предметами. Кабріолет Bonneville, розроблений для кантрі-співака Вебба Пірса, виставлений у Залі слави та музеї кантрі-музики в Нешвіллі, штат Теннессі. Кабріолет Pontiac Grand Ville можна побачити в кінці музичного кліпу Бака Овенса/Двайта Йоаками «The Streets of Bakersfield» 1988 року. Той самий автомобіль, який, як стверджує менеджер Овенса, спочатку був побудований для Елвіса Преслі, тепер висить над баром у Кришталевому палаці Бака Овенса в Бейкерсфілді, Каліфорнія. Інші два автомобілі перебувають на виставці у Парку розваг у західному стилі Боббеянланд поблизу Антверпена.

## Смерть і спадок
Помер 1984 року у 81 рік. Численні знаменитості та давні клієнти відвідали його похорон. Панегірик виголосила Дейл Еванс. «Nudie's Rodeo Tailors» продовжив працювати протягом наступних десять років під керівництвом вдови Нуді Боббі й онуки Джеймі, і закрився 1994 року, коли Боббі пішла на пенсію.
2015 року онука Нуді Джеймі відкрила свій магазин, що призвело до відродження костюмів Нуді серед знаменитостей наприкінці 2010-х і початку 2020-х років. Серед клієнтов нового покоління були репери Lil Nas X, Diplo та Post Malone, попзірки Kesha, Гаррі Стайлс, Дженні Льюїс і Тейлор Свіфт, а також соліст Брендон Флауерз з «The Killers», який віддав перевагу чорним костюмам, подібних до тих, що носив Марті Стюарт і Джонні Кеш.
Одяг Кона, особливо той, що належав знаменитостям, залишається популярними серед колекціонерів кантрі/вестерну та шоубізнесу та коштують дорого, коли з'являються на ринку. У грудні 2009 року, наприклад, білу сценічну сорочку Нуді Роя Роджерса, прикрашену синіми китицями та червоними нотами, продали на аукціоні Крістіз за 16 250 доларів. Сорочка Нуді, яку носив Джонні Кеш на Великому параді з нагоди 200-річчя США 1976 року у Вашингтоні, округ Колумбія, і на кількох наступних виставах, продана на аукціоні за 25 000 доларів у 2010 році.
Кон з'являється як вигаданий персонаж у романі Дерека Маккормака 2003 року «The Haunted Hillbilly».